# José María de la Jara y Ureta
José María de la Jara y Ureta, (Lima, 29 de marzo de 1879 - Río de Janeiro, 22 de mayo de 1932) fue un escritor, periodista, abogado, profesor universitario y político peruano. Como periodista se caracterizó por su estilo fino y chispeante, destacando sus columnas políticas, publicadas en el diario limeño La Prensa. Destacó además en la oratoria forense. Fue candidato a la presidencia de la República en 1931.

## Biografía
Hijo del escritor arequipeño José María de la Jara y Bermúdez, y nieto del también escritor y Ministro de Estado José María de la Jara y Alvizuri. Cursó estudios en el Colegio de la Inmaculada de Lima, regentado por los padres jesuitas, de donde egresó en 1895. Ingresó luego a la Universidad Nacional Mayor de San Marcos, y simultáneamente, incursionó en el periodismo, como redactor del diario El País. Se graduó de bachiller en Jurisprudencia (1901) y se recibió de abogado. 
Colaboró en los diarios limeños El Tiempo (1900-1902) y La Prensa (desde 1905), cuyo director era Alberto Ulloa Cisneros. Firmaba con el pseudónimo de “Gil Guerra” e hizo popular su sección titulada “Discreciones”. Se destacó por su casticismo, su ironía y su pasión política. También se dedicó a la docencia, en el Colegio Nuestra Señora de Guadalupe (1906). 
Se afilió al Partido Demócrata o pierolista, de cuyo comité directivo pasó a formar parte en 1907. Se sumó en apoyo de la más amplia amnistía para los enjuiciados por la sublevación del 29 de mayo de 1909 (un intento de golpe de Estado contra el primer gobierno del presidente Augusto B. Leguía, que protagonizaron un grupo de pierolistas). Protestó también contra la prisión de José de la Riva Agüero y Osma, entonces un joven escritor que había publicado en el diario El Comercio un artículo a favor de la amnistía (1911). Esta protesta movilizó a los jóvenes universitarios, que por primera vez salieron a las calles a oponerse al gobierno de turno, gritando “abajo la dictadura” y “viva la democracia”. Lograron al final su cometido, al ser liberado Riva Agüero y promulgarse la reclamada amnistía política.
Siguió militando en el Partido Demócrata, hasta el fallecimiento de su líder histórico Nicolás de Piérola en 1913. Como orador forense ganó prestigio en algunas causas políticas, especialmente al establecerse el nuevo sistema electoral de 1913. A decir de Luis Alberto Sánchez, sus discursos eran “bien construidos, robustos, limpios de barbarismos, pero demasiado recamados.”
Se afilió al Partido Nacional Democrático, fundado en 1915 por Riva Agüero, que ese mismo año apoyó la candidatura presidencial de José Pardo y Barreda. Pero por ese tiempo prefirió ejercer la abogacía y luego la docencia universitaria, como catedrático de Literatura Castellana en San Marcos, aunque por poco tiempo, debido a la Reforma Universitaria (1919). Se graduó también de doctor en Letras (1920).
Durante el segundo gobierno de Leguía (que luego sería conocido como el Oncenio), se enfrentó a la creciente dictadura que se iba implantando. Luego de lanzar un manifiesto de protesta contra la política seguida en torno a la cuestión con Chile (la cuestión de Tacna y Arica), sufrió persecución, viéndose obligado a asilarse en la legación de Argentina. Partió luego al destierro, del cual nunca volvería (1925).
Tras el golpe militar de 1930 fue nombrado miembro de la Corte Suprema de Justicia, por decreto-ley. La Jara se negó a aceptar este nombramiento por ser anticonstitucional. Durante el gobierno de la Junta Nacional de Gobierno presidida por David Samanez Ocampo ejerció como ministro plenipotenciario en Brasil (1931). Sus amigos acordaron presentarlo como candidato a la Presidencia de la República en las elecciones generales de 1931. Desde Río de Janeiro, La Jara aceptó dicho ofrecimiento, poniéndose a la cabeza de un conglomerado de partidos centristas, en aquellas elecciones en las que también participaron Luis Sánchez Cerro (de la Unión Revolucionaria) y Víctor Raúl Haya de la Torre (del APRA). Para hacerle propaganda, fue enviado al Perú el periodista Luis Fernán Cisneros, quien poco pudo hacer al encontrar un escenario polarizado entre sanchecerristas y apristas. La Jara permaneció en Brasil y sólo alcanzó una votación honorífica. Poco después, fue destituido de su cargo diplomático por haber sugerido al presidente Sánchez Cerro, la adopción de una política serena, al avizorar una feroz pugna entre el gobierno y sus opositores apristas. Falleció al poco tiempo, “de soledad y pena”.